# Lillkyrka kyrka, Östergötland

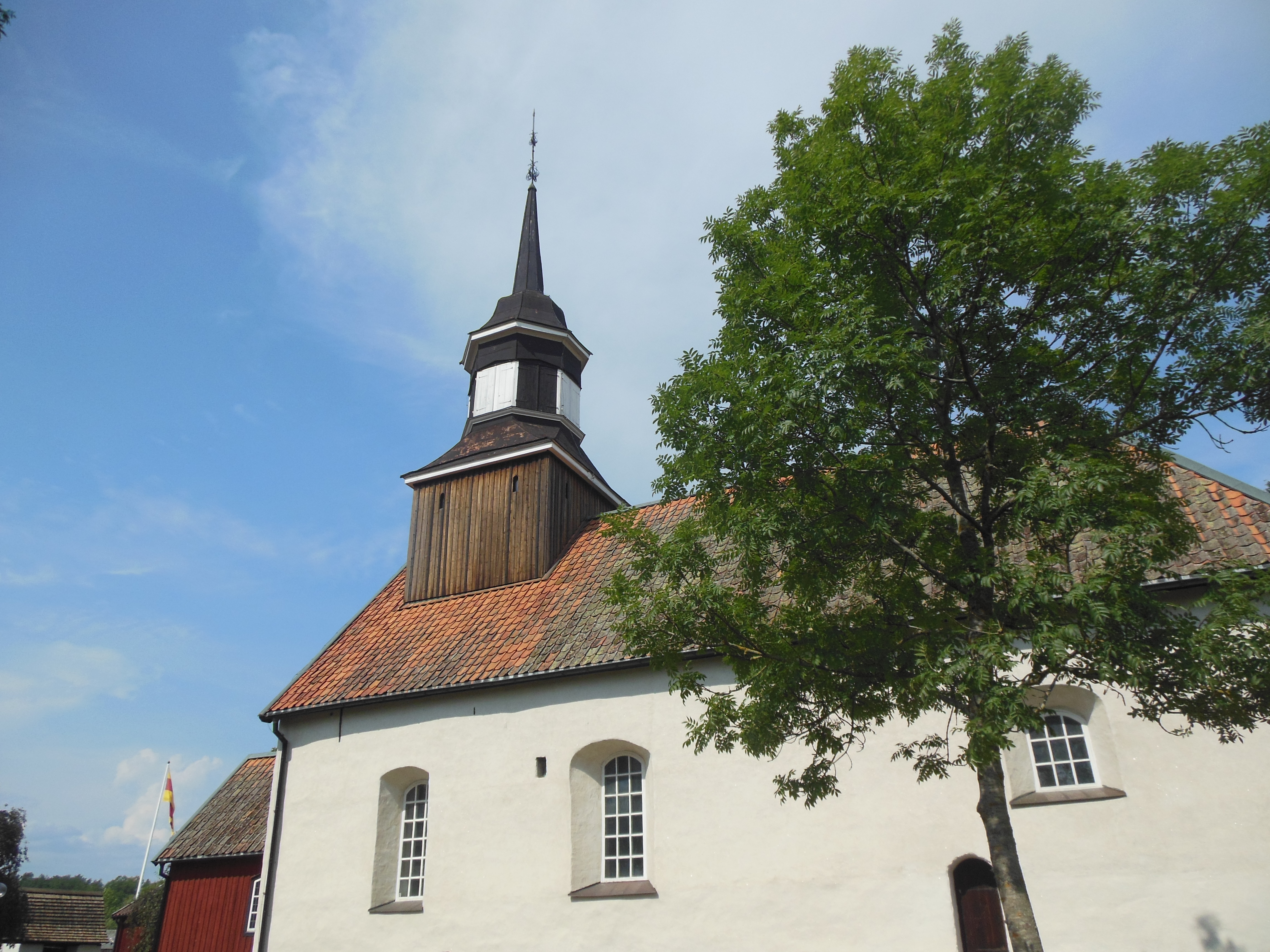
Lillkyrka kyrka, Östergötland, från kyrkogården.

Lillkyrka kyrka är en kyrkobyggnad i Lillkyrka socken  och Linköpings kommun i Östergötland. Den ligger 2 mil nordost om Linköping, 4 km norr om Gistad och tillhör Åkerbo församling i Linköpings stift.

## Kyrkobyggnaden

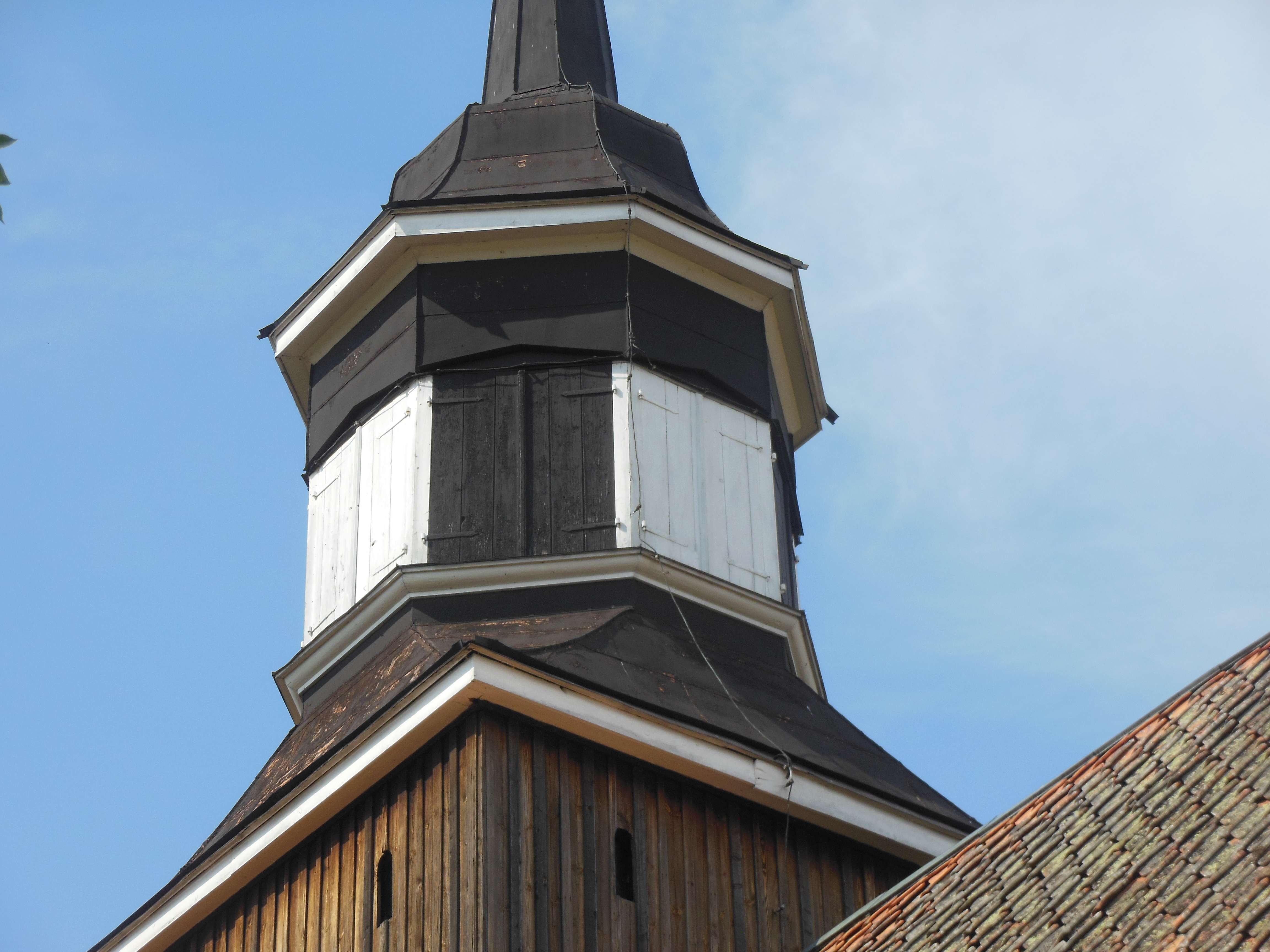
Klocktornet, Lillkyrka kyrka.

Lillkyrka kyrka är uppförd av sten med vitputsade fasader under valmat sadeltak - består av rektangulärt långhus med rakslutet kor, sakristia i norr och vapenhus i väster. I norr är koret smalare än långhuset, i söder löper kormuren däremot i liv med långhuset. Tornet är beläget över kyrkans västparti. Ingång via det rödmålade vapenhuset i väster. Byggnaden omges av en liten muromgärdad kyrkogård med en intilliggande minneslund.
I kyrkans torn hänger två kyrkklockor. Storklockan är gjuten år 1796 av Elias Annell i Norrköping, omgjuten år 1958 av Bergholtz klockgjuteri. Lillklockan är gjuten år 1783 av Anders Billsten. 

## Historik
Av den äldsta romanska kyrkan från omkring 1200 (med smalare kor och absid) återstår långhuset samt del av norra kormuren. På 1400- talet välvdes långhuset. Omkring 1500 revs absiden och koret förlängdes något åt öster, i norr uppfördes en sakristia. 1620 slogs nytt tegelvalv i koret, som 1727 påbyggdes till samma höjd som långhuset.
År 1739 kom kyrkoherde Olof Wigius till pastoratet och därmed började en intensiv period av reparations- och ombyggnadsarbeten. År 1740-1741 timrades ett vapenhus utanför den på länge ej använda ingången i väster. År 1741 skaffades också en ny predikstol, följande år murades korportalen igen och sakristia och kor vitrappades. År 1745 utvidgades lång husets två fönster på sydsidan och två nya höggs upp på norrsidan. Samma år uppfördes också ett klocktorn av domkyrkobyggmästaren Petter Frimodig, Linköping.
Carl Fredric Broocman, som besökte kyrkan vid mitten av 1700-talet, berättar: ”Innan then nu befinteliga Sten-Kyrkan blifwit upmurad, har här förmodeligen warit en liten Kyrka af Träd byggd, som med skäl kunnat kallas Lillkyrka; och är thet så mycket troligare, althenstund Sten-Kyrkons bredd är 11 och en half aln, at hon i hednare tider blifwit funderad, så wida the äldsta Sten-Kyrkor i thetta Län merendels hålla wid paß 9 alnar i bredden, oaktadt Församlingarna äro 3 och 4 gånger större än thenna. Från början har ej eller Sten-Kyrkan, som står på Krono grund, 2 mil ifrån Linköping, warit så lång, som hon nu är, utan håller hon nu i längden 30 alnar, sedan Choret blifwit tilbyggdt år 1600, hwilket bestyrkes med följande wers, som läses uti Chor-fenstret:
|  | Halgård Andersson i Månestad bor,      | Med alfwarsamhet thetta werk han dref,   |
|  | Hafwer ensam bekostat thenna Chor;     | I Maji månad thet ferdigt blef.          |
|  | Tak och Weggar lät Han stoffera,       | Hans hustru med honom til ödödligt namn, |
|  | Kyrkan til prydning, och GUD til ähra. | Kyrkan til ett ewinnerligt gagn.         |
|  | Ett tusend sexhundrad thetta skedde,   |                                          |
|  | At han then ähra Guds Hus betedde:     |                                          |

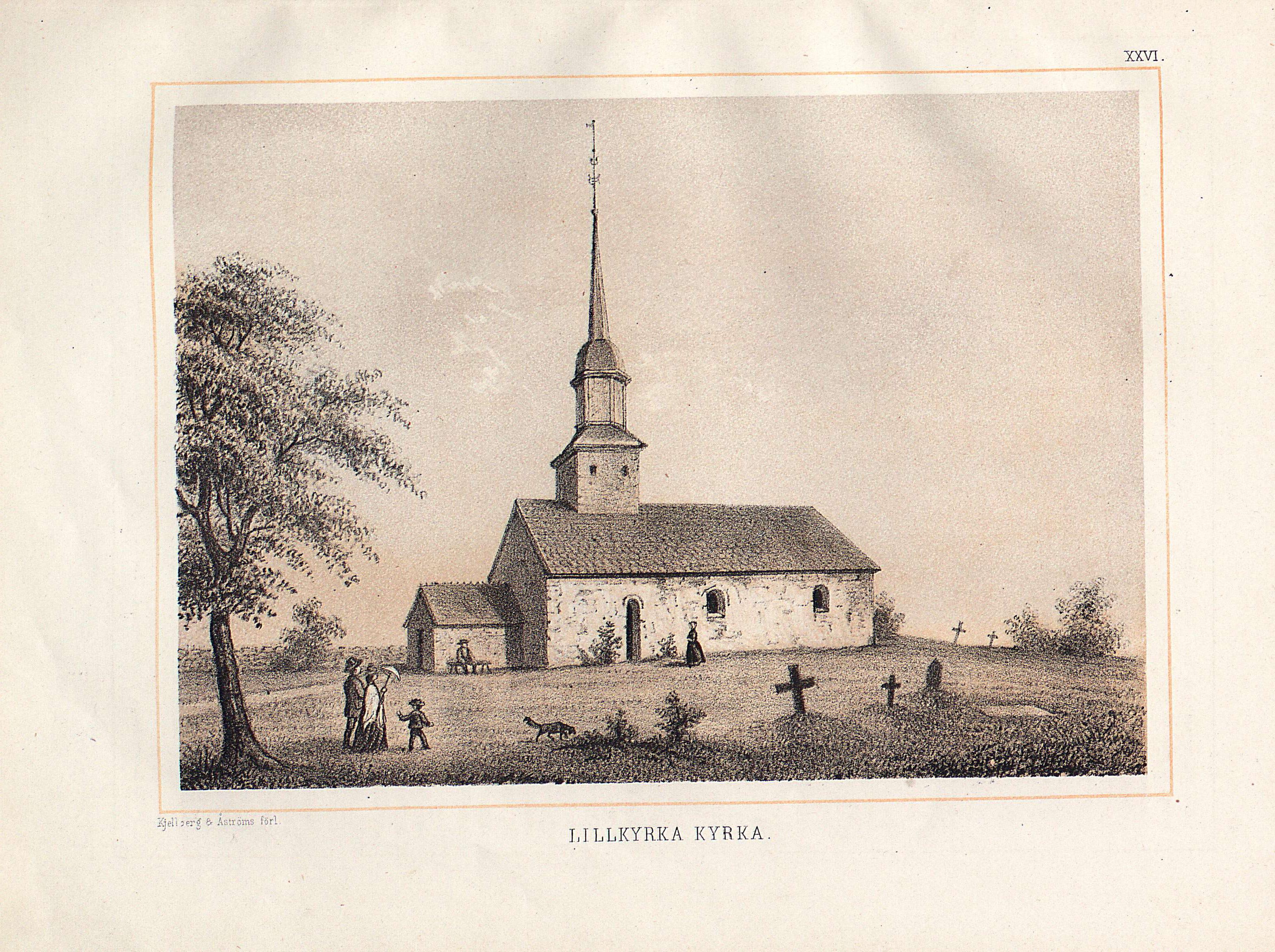
Färglitografi från 1874.

Altartavlan af Bildthuggare-Arbete, med twänne dörar, Bilder, förgyldning och målning, är säkert gjord uti Påwetiden; och ses på henne, jemte Christi crucifix, någon del af Passions och Martyrernas Historia. Predikstolen menes wara gjord år 1590, emedan han för thetta stådt uti Grensholms Hus-Kyrka, som blifwit byggd wid samma år: och är han hit förärad af General-Majoren Gref Axel Spens, år 1741, hwarefter han år 1742 med målning, bilder och förgyldning blifwit tilökt och renoverad, dels med Præsidenten Bernhard Cederholms, och dels med Kyrkons bekostnad; så att han nu är en prydnad för Kyrkan, oansedt han endast är af Snickare-Arbete. Öfwer Kyrkons Wästra ända byggdes år 1755 ett Torn af träd till 50 alnars högd från marken, och flyttades tå up i Tornet thes enda Klocka, som hit in tils hängt uti Trästapel, hwilken menes stådt öfwer 200 år, althenstund rummet synts efter then mindre Klockan, som förmodeligen blifwit tagen til Lübeckarnas afbetalning, uti Konung GUSTAV then Förstas tid år 1521, tå på Riksdagen i Arboga beslutit blef, at the Församlingar, som hade 3 Klockor, skulle gifwa ifrån sig then mellersta, och the som allenast hade 2, then minsta. Alltsedan har Församlingen icke förmått skaffa någon annan förr än år 1750, tå then mindre, hwilken förenämnde Præsident år 1743 förärat til Kyrkon, med Församlingens bekostnad blef omguten och tilökt. Then större Klockan, som under Afton-klämtningen then 6 Julii år 1757 remnade, skal therföre omgjutas. Torn-byggnaden har kostat 900 Daler Kopparmynt, utom 400 dagswerken: och samlades år 1744 af Stiftet twänne Collecter til byggnaden, hwarförutan Sokne-Männen genom sammanskott bidragit en wacker summa penningar."

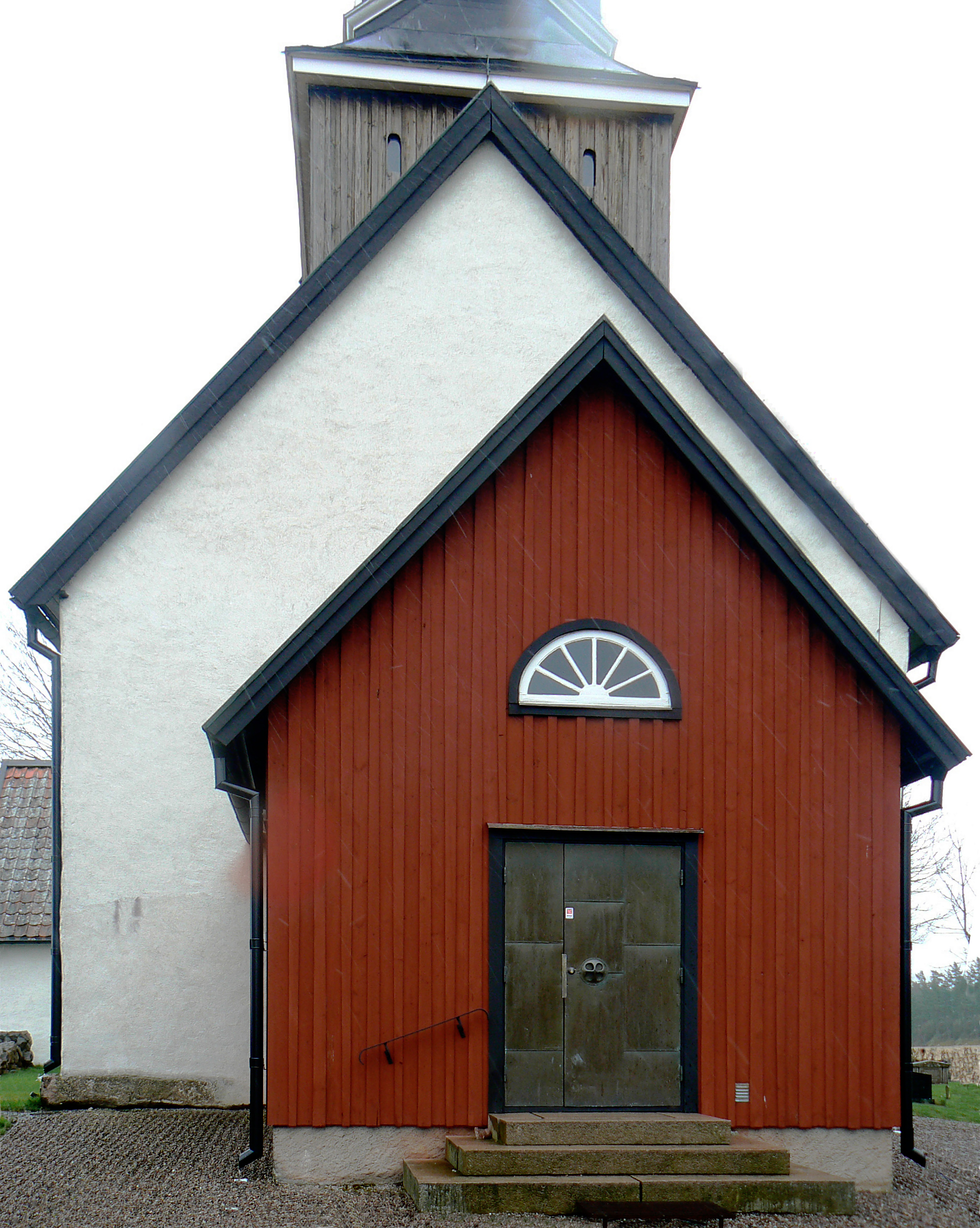
Dagens vapenhus

Det nuvarande vapenhuset från 1960-1963 föregicks av vapenhuset i timmer från 1740, som nedtogs och byggdes om 1793. I mitten av 1800-talet var kyrkan så förfallen att den hotades av rivning. I stället genomfördes 1864-1867 en restaurering, då bland annat vapenhuset reveterades och hela kyrkan spritputsades. En läktare uppfördes i väster och inredningen reparerades och ändrades delvis.
I kyrkan finns kalkmålningar från fyra olika perioder representerade, de äldsta från början av 1300-talet och de yngsta från 1620.
Åren 1960-63 genomfördes en omfattande restaurering under ledning av arkitekten Kurt von Schmalensee. Murarna putsades om och taken reparerades, långhusets nordfönster murades igen, korfönstret minskades till ursprunglig storlek och korportalens yttre nisch återställdes. I interiören frilades de medeltida putsytorna, triumfbågen förminskades, bänkinredningen byggdes om, alla äldre inventarier konserverades och sakristian upprustades. Vidare borttogs 1860-talets schablonmålningar.

## Inventarier

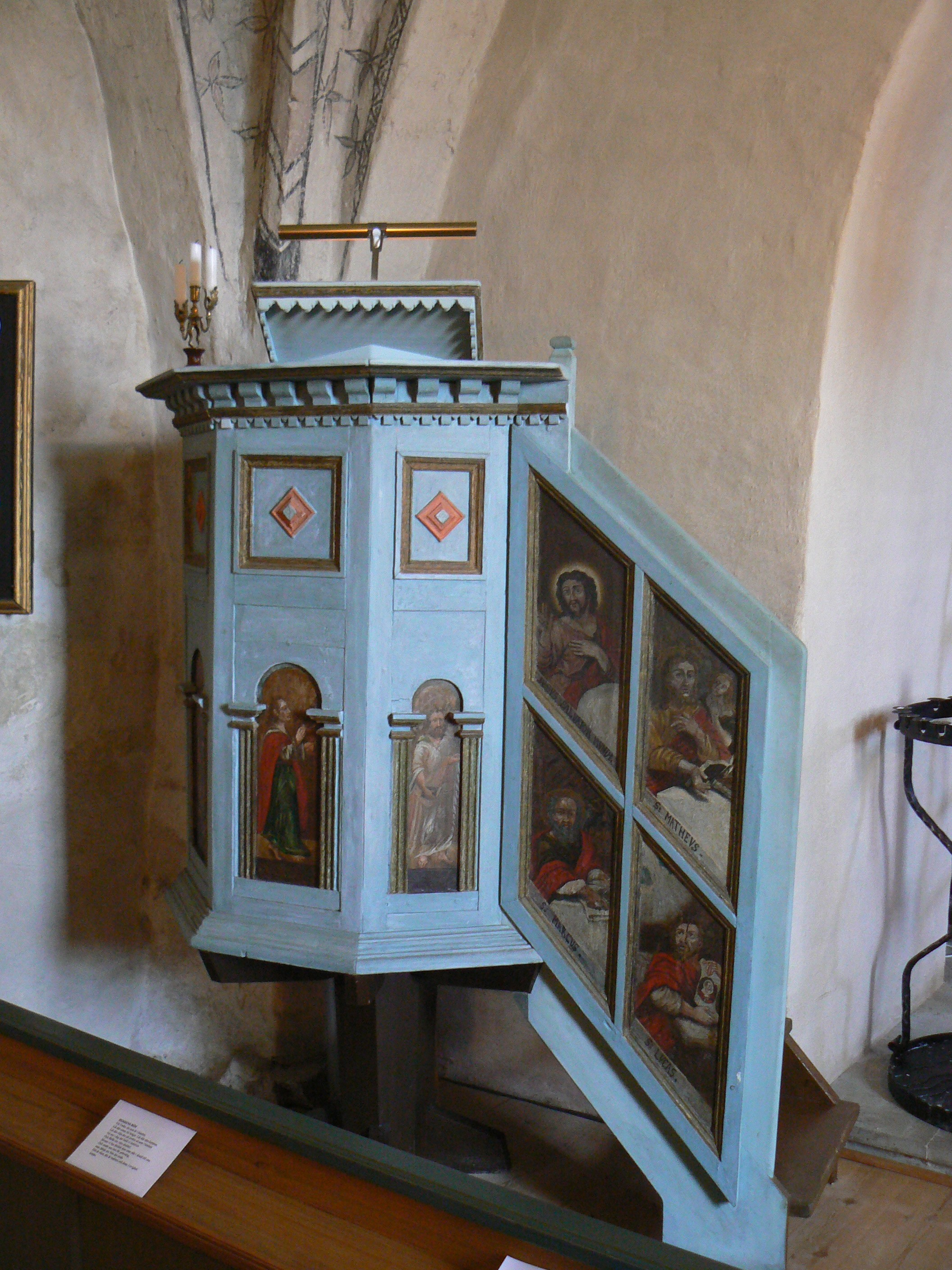
Lillkyrkas predikstol

- Altarskåp av ek från verkstad i Östergötland omkring 1500,  (bilder).
- Kalkmålning av oidentifierad upphovsman under 1400-talets andra hälft, (bild)
- Predikstol, från omkring år 1600, ursprungligen placerad i kapellet vid Grensholms gård, skänkt 1741 till Lillkyrka av generalmajoren greve Axel Spens.
- Rester av en medeltida dopfunt: Fot med fyra helgonfigurer föreställande jungfru Maria, aposteln Petrus, möjligen Sankt Nicolaus och en biskop samt några fragment av cuppan med bilder av bland annat jungfru Maria och tre vise män.
- Nattvardskalk, vars fot, skaft och nod är från övergången till nya tiden, medan cuppan förstorats 1740.
- Patén, renoverad år 1740.
- Vinkanna skapad 1713 av guldsmeden Petter Bernegau, Stockholm, skänkt 1741 av hovrättspresidenten Bernhard Cederholm.
- Oblatask skapad och stämplad 1739 av silversmeden Nils Dahl, Linköping, likaledes gåva av Cederholm.
- Brudkrona, skänkt 1941 av kyrkvärden C. J. Wahlqvist, Lundby.
- Sockenbudstyg ursprungligen från 1600-talet, renoverat år 1740.

## Orglar

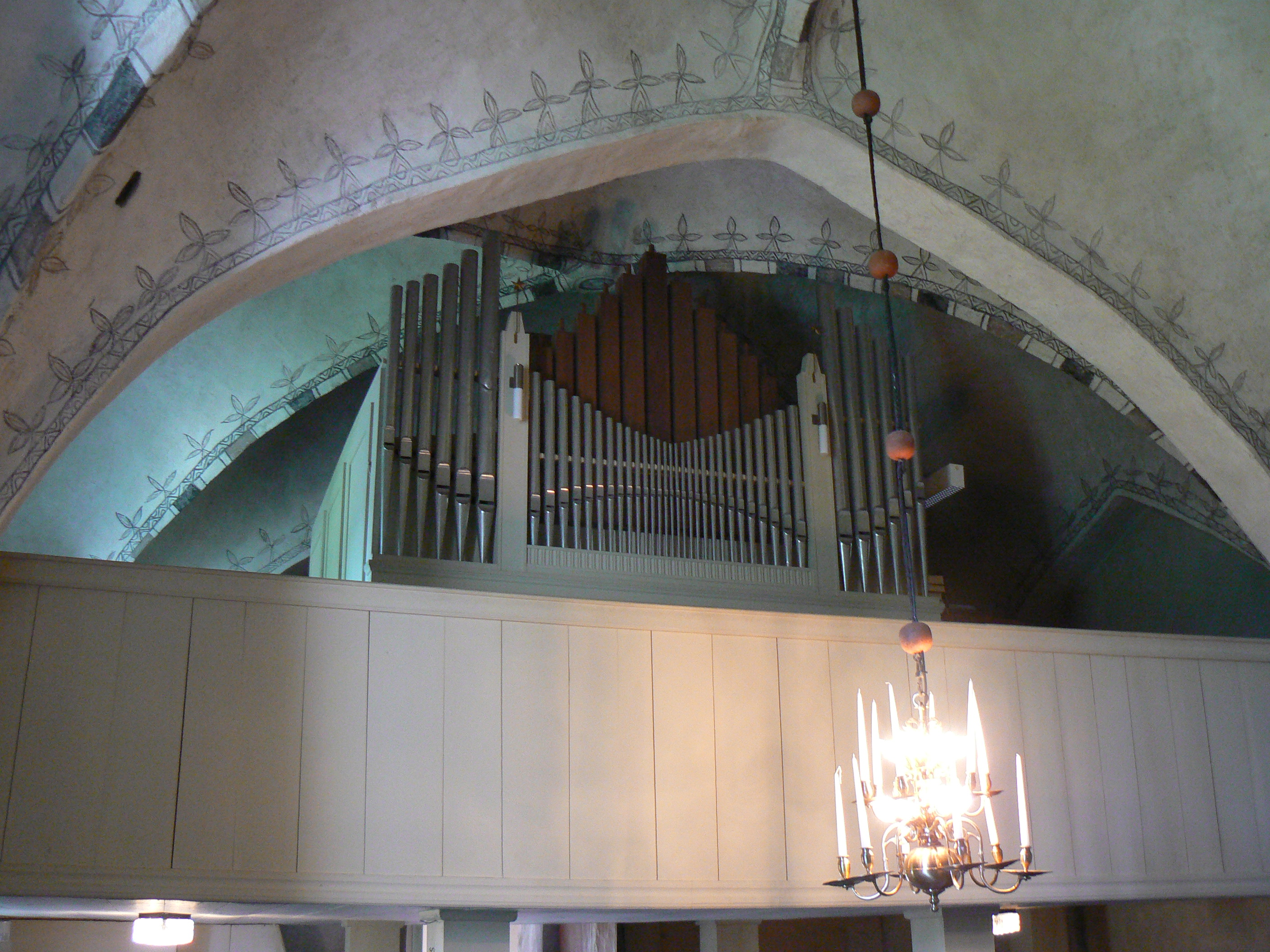
Orgelpiporna 2009

- 1746 Jonas Wistenius, Linköping, bygger om en tidigare orgel i Gistads kyrka, byggd av Carl Kindberg 1736, varvid väderlådan och det mesta av pipverket förnyas. Positivet erhåller svarta undertangenter och tonomfång C - c³, kort oktav (45 toner). Fasadpipor: attrapper av trä.
- 1852  Positivet i Gistad förses med bihangspedal, tonomfång C - g°, kort oktav (17 toner) av timmermannen Anders Frisk, Bohus, (enligt påskrift på pedalvällbrädans baksida).
- 1864 Wisteniuspositivet köps av Lillkyrka församling och sätts upp här i kyrkan.

Disposition 1864:
| Manual C-c³ (kort oktav) | Pedal C - g° (kort oktav) |
| Gedact 8'                | bihängd (1852)            |
| Principal 4'             |                           |
| Octav 2'                 |                           |
| Qvint 1 1/3'             |                           |
| Supra Octav 1'           |                           |

- 1873 Orgelbyggare och reparatör Anders Petter Kullbom, Linköping, byggde om positivet. Troligen satte han in ny manualklaviatur med tonomfånget C - f³ samt nya registerandrag.
- 1894 Reparation av firma Johan Otto Baumgardt & Söner, Linköping.
- 1924 Positivet var ospelbart och ersattes tills vidare med ett pedalharmonium.
- 1943 Wisteniuspositivet såldes till Östergötlands museum, där det magasinerades. Planer finns att sätta upp instrumentet i gymnastikbyggnaden nordväst om Linköpings domkyrka, där avsikten är att inrätta ett kyrkligt aktivitetshus.
- 1943 Nordfors & Co byggde en rörpneumatisk orgel med två manualer och pedal. Automatisk pedalväxling.

Disposition:
| Huvudverk I                      | Svällverk II      | Pedal         | Koppel   |  |
| Rörflöjt 8'                      | Fugara 8'         | Subbas 16'    | II/I     |  |
| Principal 4'                     | Blockflöjt 4'     | Blockflöjt 4' | 16' II/I |  |
| Kvinta 2 2/3'                    | Gemshorn 2'       |               | 4' II/I  |  |
| Octava 2'                        | Larigot 1 1/3'    |               | I/P      |  |
| Rauschkvint II chor, 2 2/3' + 2' | Crescendosvällare |               | II/P     |  |
|                                  |                   |               | 4' II/P  |  |

## Bildgalleri

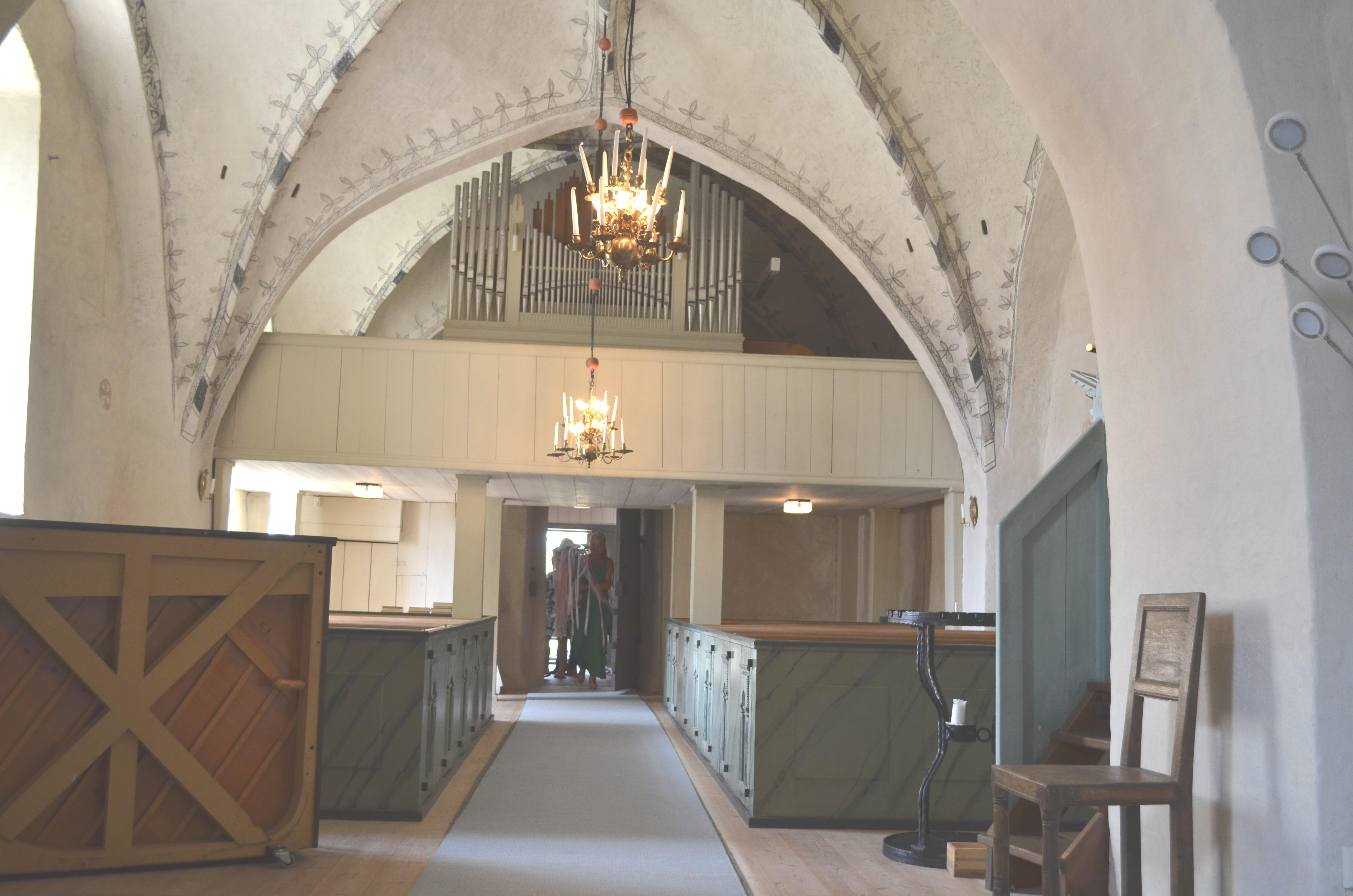
Lillkyrka kyrkas orgelläktare
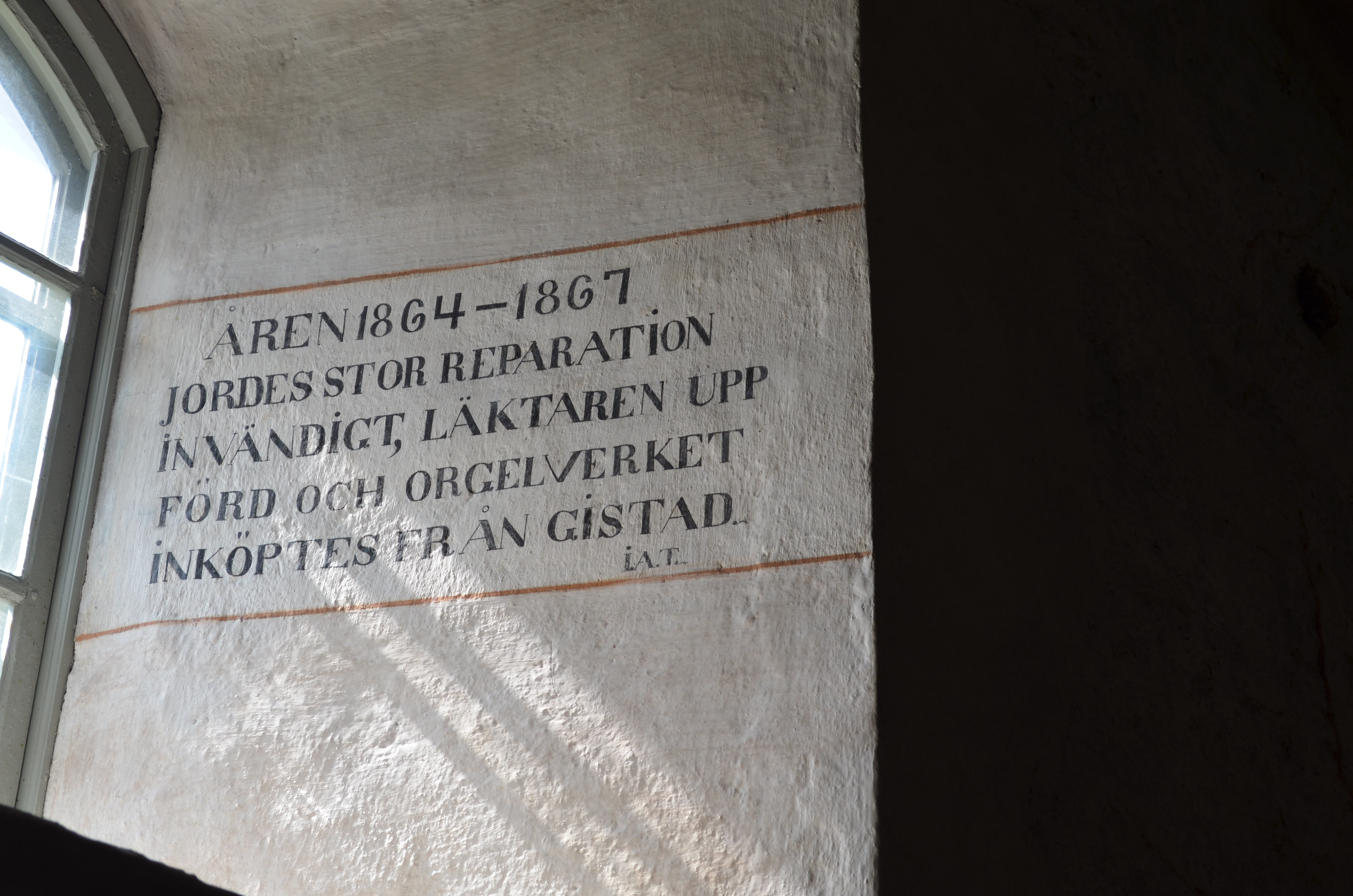
Lillkyrka kyrkas fönsterinskrift 2
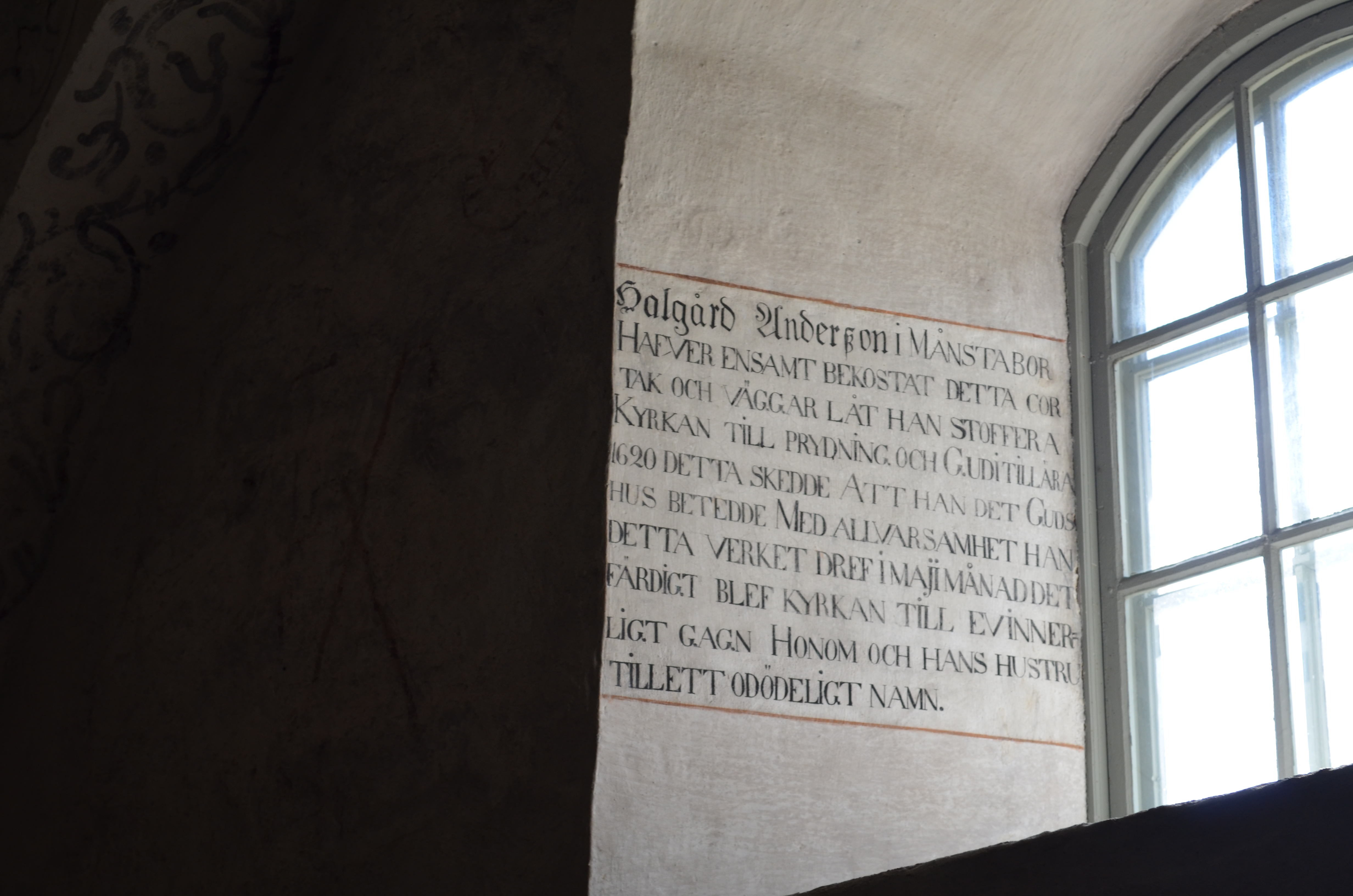
Lillkyrka kyrkas fönsterinskrift 1
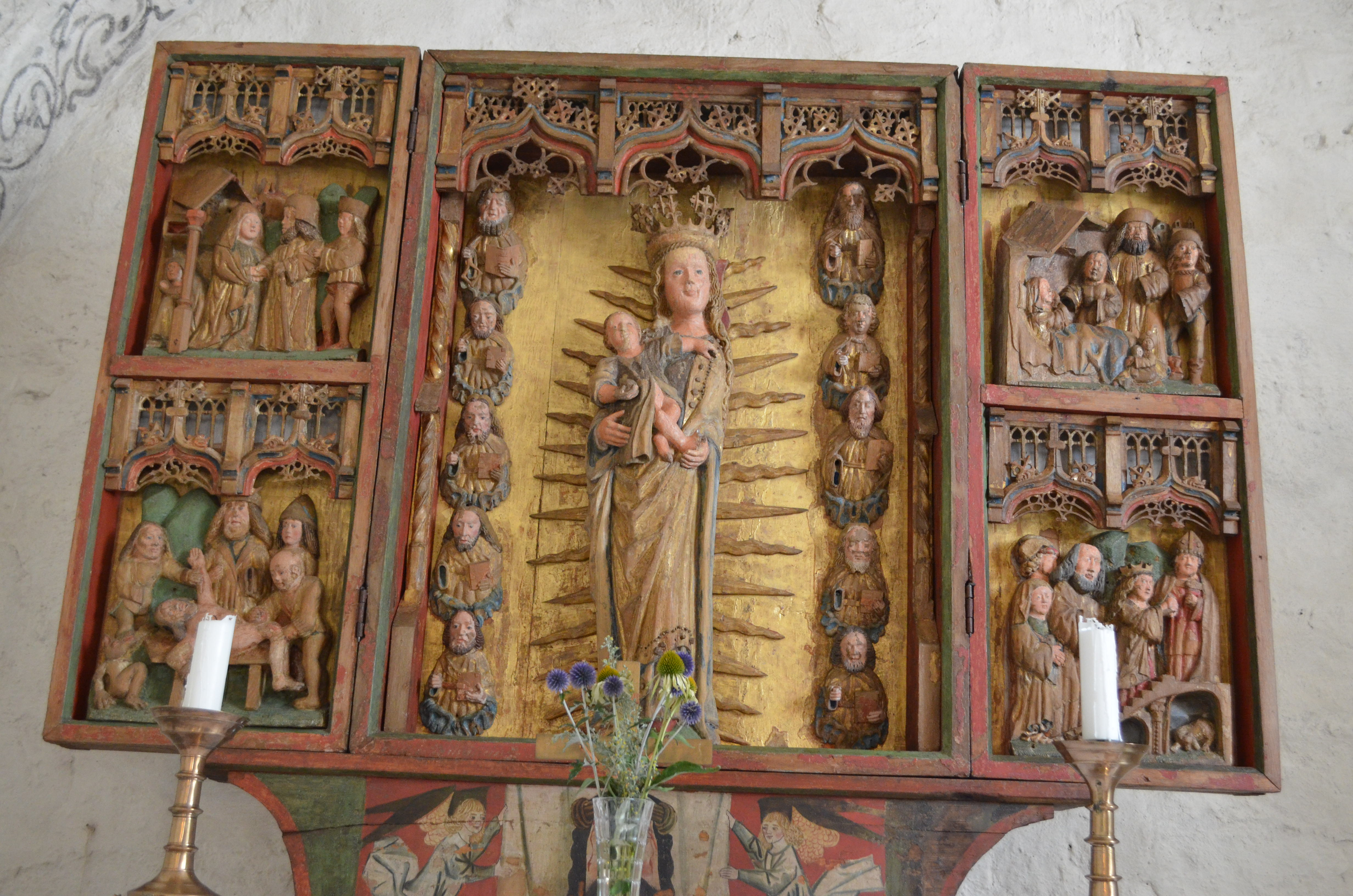
Lillkyrka kyrkas altartavla
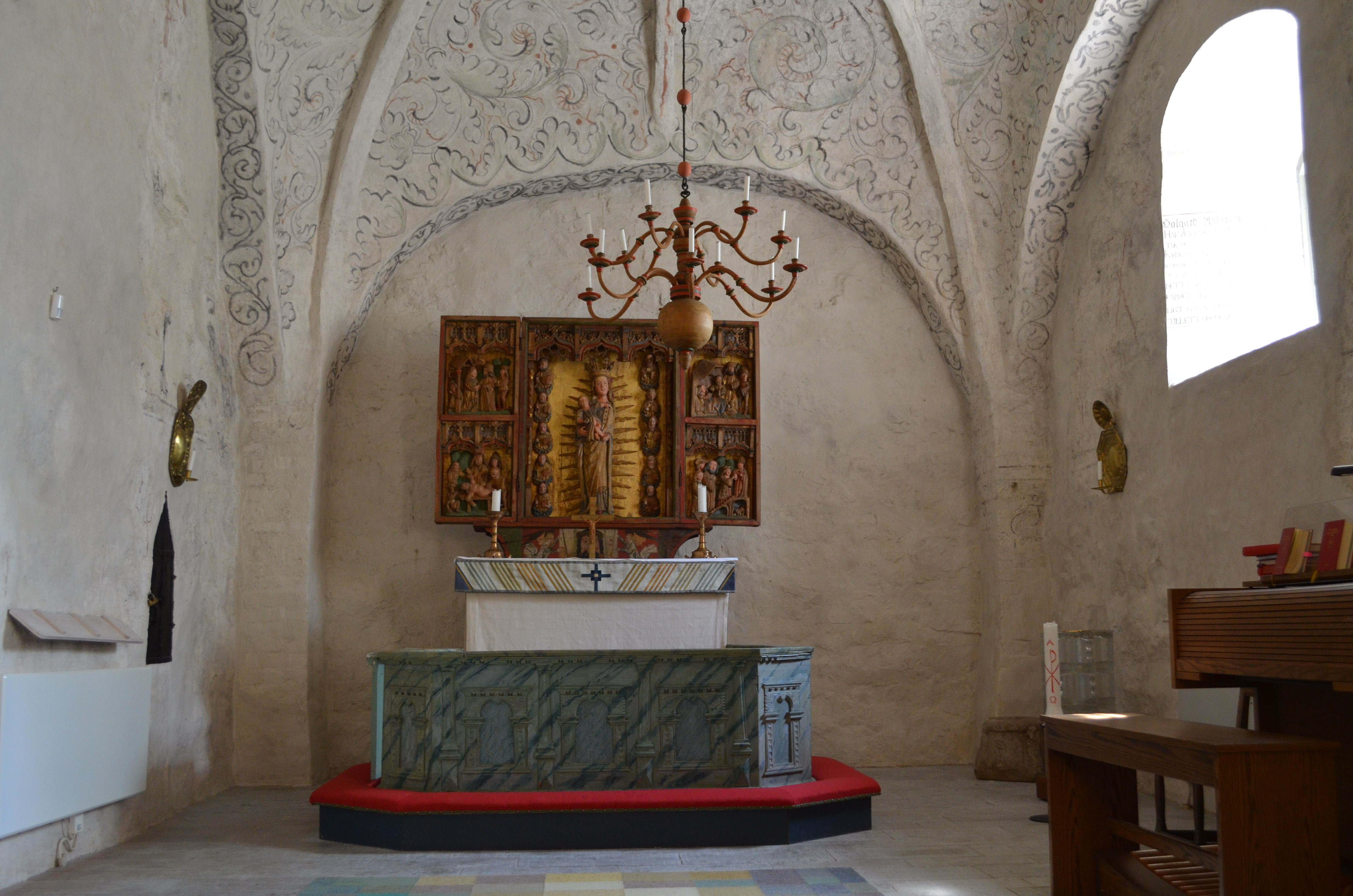
Lillkyrka kyrkas altare
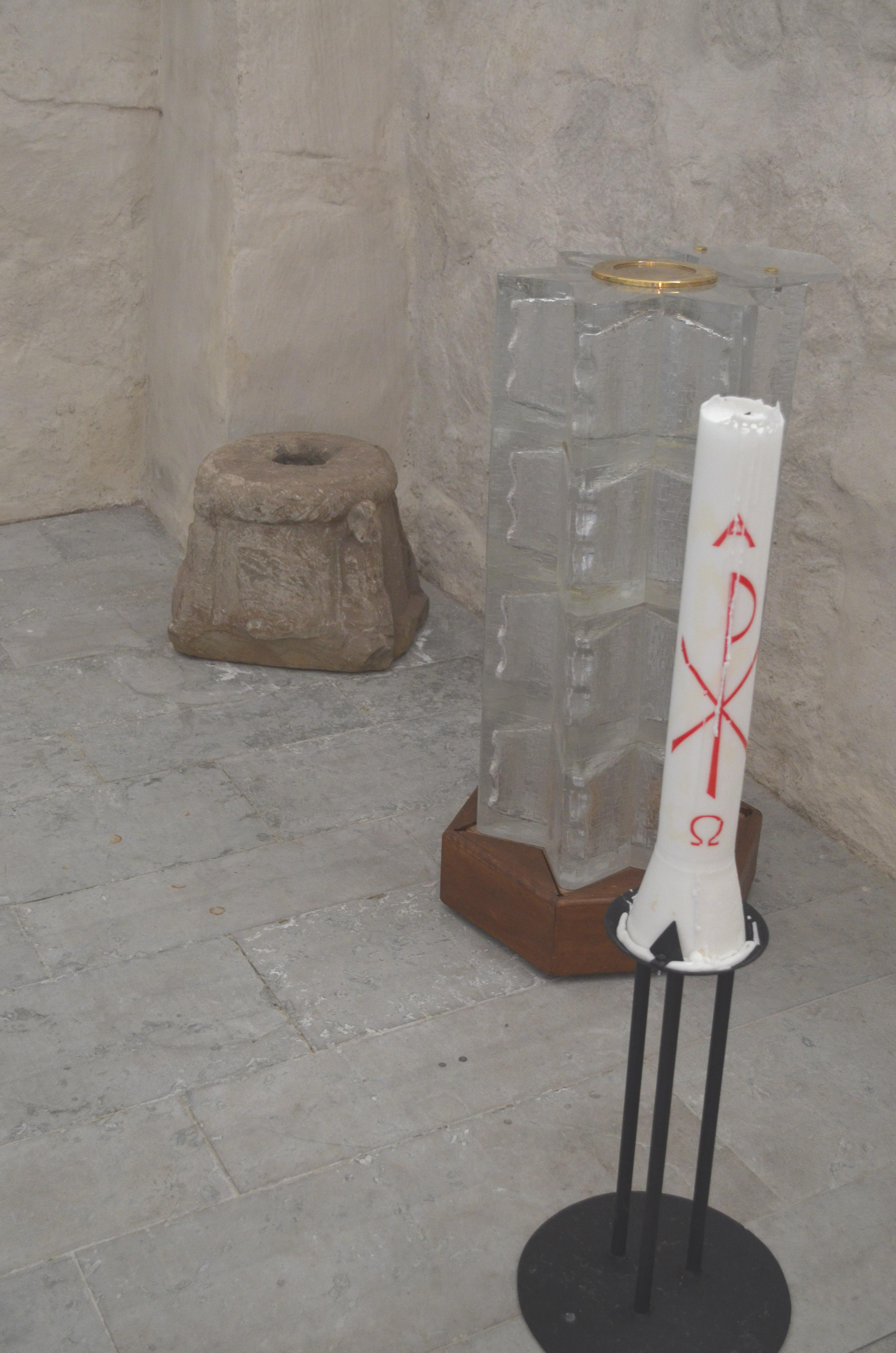
Lillkyrka kyrkas dopfunt